# Opiliones
Opiliones es un orden de arácnidos conocidos vulgarmente como opiliones, morgaños, arañas patonas o segadores. Superficialmente son parecidos a las arañas (orden Araneae) de las que se diferencian enseguida por la ausencia de estrechamiento (cintura o  pedicelo) entre el prosoma y el opistosoma; además los quelíceros acaban en pinza o quela en vez de en una uña, y no poseen glándula venenosa. Se han descrito unas 6700 especies.
Se pueden encontrar representantes de cada suborden existente en todos los continentes excepto en la Antártida.
Se han encontrado fósiles bien conservados en Rhynie chert de Escocia, de 400 millones de años de antigüedad, y en rocas de Francia, de 305 millones de años. Estos fósiles tienen un aspecto sorprendentemente moderno, lo que indica que la forma básica de su cuerpo se desarrolló muy pronto, y, al menos en algunos taxones, ha cambiado poco desde entonces.
Su posición filogenética dentro de los arácnidos es discutida; sus parientes más cercanos pueden ser los ácaros (Acari) o los Novogenuata (los Escorpiones, Pseudoescorpiones y Solifugae). Aunque superficialmente similares y a menudo mal identificados como arañas (orden Araneae), los Opiliones son un orden distinto que no está estrechamente relacionado con las arañas. Se distinguen fácilmente de las arañas de patas largas por sus regiones corporales fusionadas y su único par de ojos en el centro del cefalotórax. Las arañas tienen un abdomen distinto que está separado del cefalotórax por una constricción, y tienen de tres a cuatro pares de ojos, normalmente alrededor de los márgenes del cefalotórax.
Los angloparlantes pueden referirse coloquialmente a las especies de Opiliones como "daddy longlegs" o "granddaddy longlegs", pero este nombre también se usa para otros dos grupos de artrópodos lejanamente relacionados, las moscas grúa de la superfamilia Tipuloidea, y las arañas de esqueleto de la familia Pholcidae, (comúnmente llamadas "arañas de patas largas") muy probablemente por su apariencia similar. A las arañas cosechadoras también se las conoce como "arañas pastor" en referencia a cómo sus patas inusualmente largas recordaban a los observadores la forma en que algunos pastores europeos utilizaban zancos para observar mejor a sus rebaños errantes desde la distancia. 

## Características

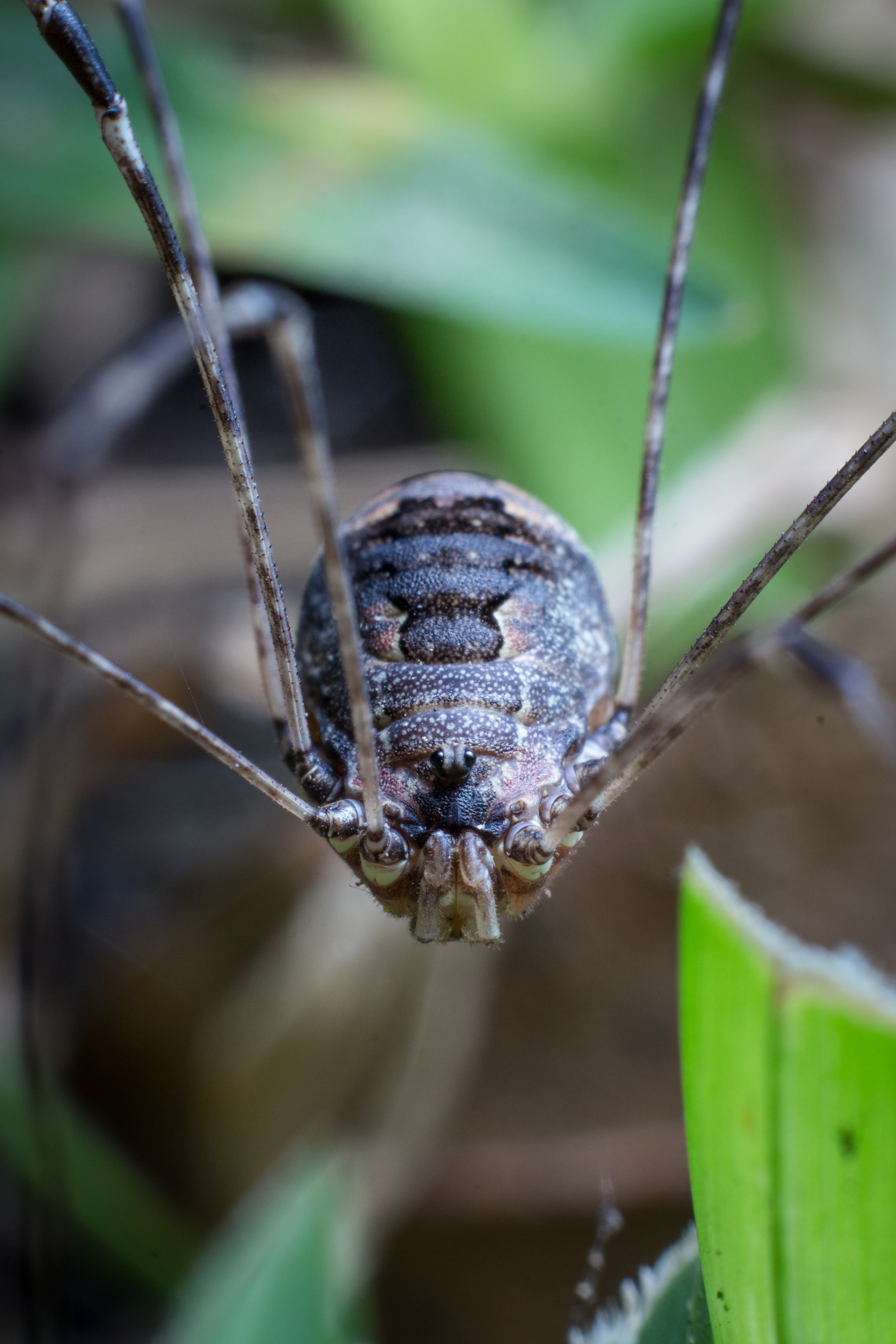
Vista frontal de un ejemplar de Leiobunum

El cuerpo no aparece claramente regionalizado como en la mayoría de los arácnidos, sino que prosoma (cefalotórax) y opistosoma (o abdomen) forman un todo globoso en el que apenas se distinguen. El tronco globoso mide típicamente entre 5 y 10 mm, pero puede llegar a 20 en especies tropicales y también hay formas diminutas. Del cuerpo salen los mismos apéndices que en todos los arácnidos: un par de quelíceros, un par de pedipalpos y cuatro pares de patas locomotoras. 
Las patas son largas, a veces desmesuradamente, pudiendo cubrir un diámetro de hasta 12 cm. Los tarsos (las piezas terminales) son multiarticulados y las patas son muy flexibles. Aunque normalmente se mueven con parsimonia también pueden maniobrar con agilidad cuando las circunstancias lo requieren. Practican la autotomía (autoamputación) para distraer a los depredadores, continuando la pata separada moviéndose durante mucho tiempo gracias a la posesión de un oscilador nervioso independiente.
Los ojos simples, relativamente grandes, se insertan a ambos lados de una protuberancia colocada en lo alto del prosoma. 
La respiración es traqueal, con un par de espiráculos en posición ventral del prosoma y, en algunos casos, en las tibias. La excreción se produce por glándulas coxales (las coxas son los artejos basales de las patas). A ambos lados del prosoma se abren sendas glándulas repugnatorias, que producen quinonas malolientes con las que se defienden de los predadores.

## Ecología

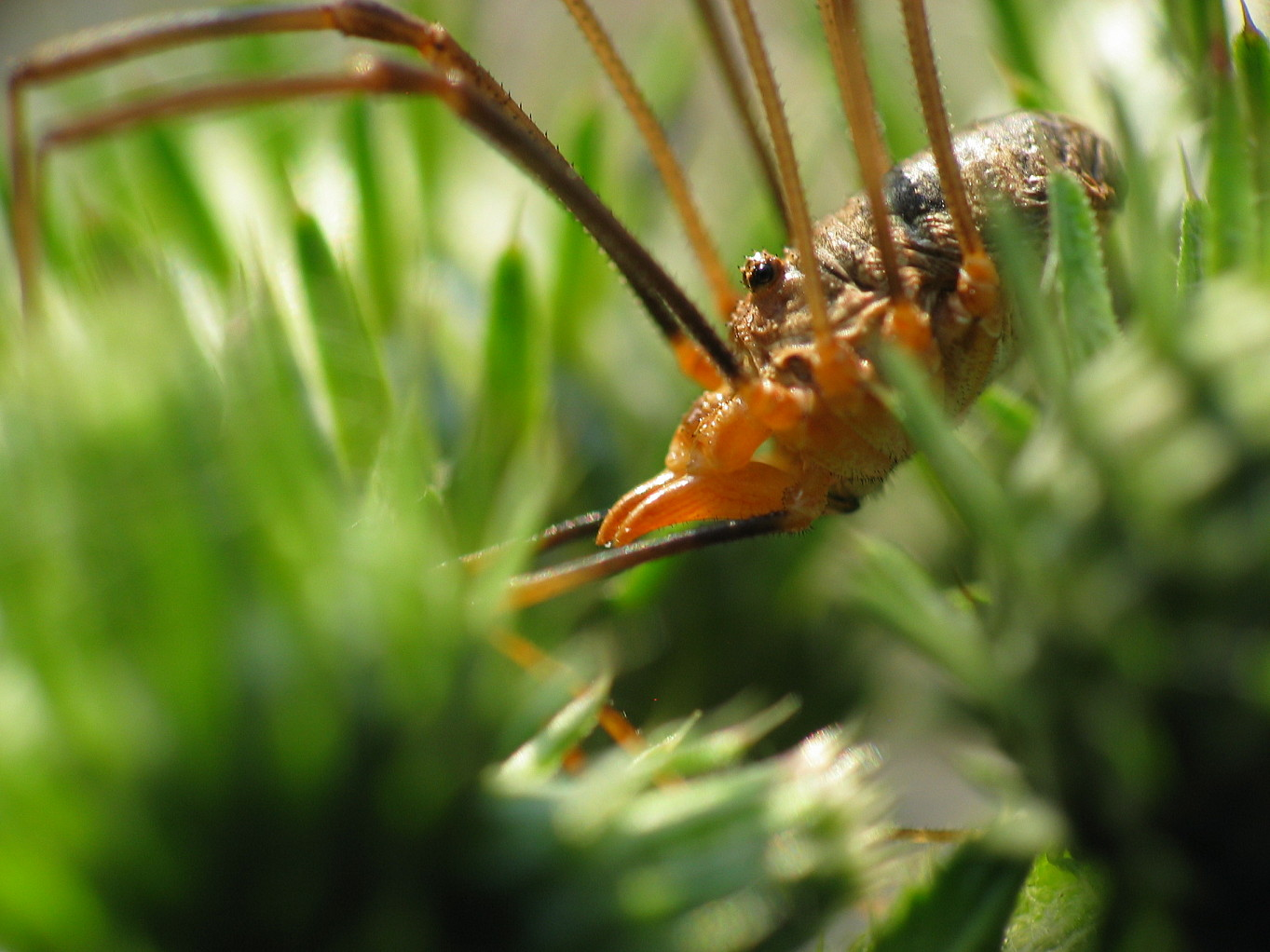
Se aprecia la protuberancia dorsal que porta los ojos

Muchas especies son omnívoras, alimentándose principalmente de pequeños insectos, todo tipo de material vegetal, e incluso hongos; frecuentemente saprófagos, o depredadores. Los omnívoros pueden alternar pequeños animales con restos vegetales. A diferencia de muchos otros arácnidos no poseen un estómago succionador y un sistema de filtraje, por lo que ingieren pequeñas partículas de su alimento, haciéndolos vulnerables a parásitos internos tales como las gregarinas.     
Utilizan su segundo par de patas como antenas, debido a que sus ojos no son capaces de formar imágenes. Carecen de glándulas venenosas y son absolutamente inofensivos.
Aunque algunas especies utilizan la partenogénesis para reproducirse, la mayoría de los opiliones se reproducen de manera sexual. La fecundación es interna, lo que es raro entre los arácnidos, estando el macho dotado de un órgano copulador, que hace pasar por entre los quelíceros de la hembra. Esta cuenta con un ovipositor, un órgano protráctil que extiende para poner los huevos. En algunas especies los machos cuidan a la hembra luego del coito, mientras que otros defienden el territorio. La hembra pone los huevos poco después o puede demorar meses, siendo muy variable  el periodo de incubación que puede ser desde 20 días a seis meses. Unas pocas especies construyen un nido para este propósito, habiendo una característica única en el modo de incubación de ciertas especies en las que el macho es el único responsable del cuidado de los huevos. Los opiliones necesitan de entre cuatro a ocho estados ninfales para alcanzar la madurez, siendo lo más común seis.

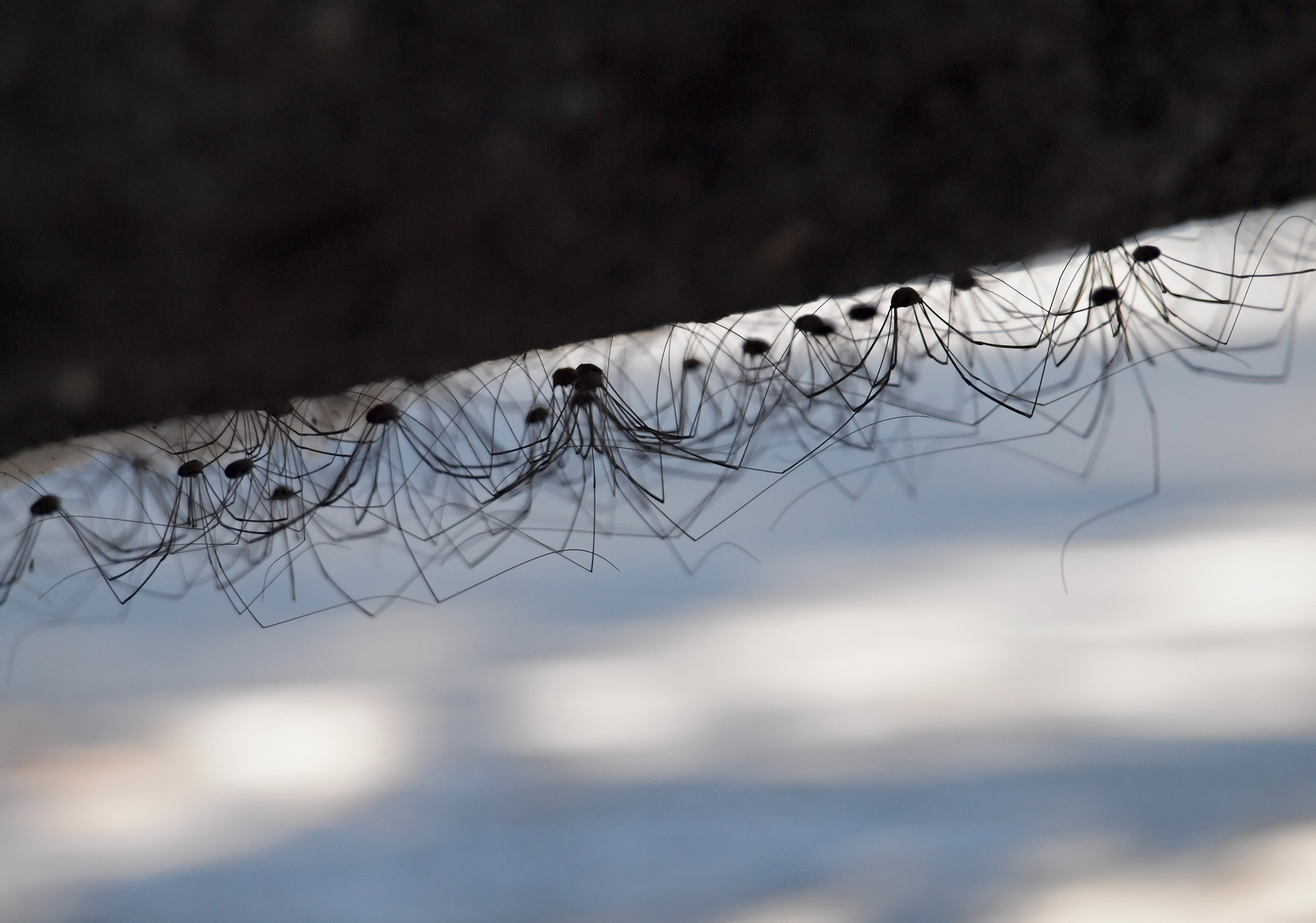
Comportamiento gregario en opiliones.

Son frecuentes en hábitats escondidos, como cuevas, troncos huecos o los ojos de los puentes. Algunos opiliones de cuevas se encuentran amenazados por la exigüidad de su área y la vulnerabilidad de su hábitat. Se ha observado que los individuos llegan a congregarse en gran número, desde unos 200 en Laniatores hasta unos 70.000 en ciertos Eupnoi; esto se cree que es una estrategia ante el clima, pero también contra los depredadores, ya que así combinan el efecto de las glándulas repelentes y reducen la vulnerabilidad de cada uno.

## Comportamiento
.

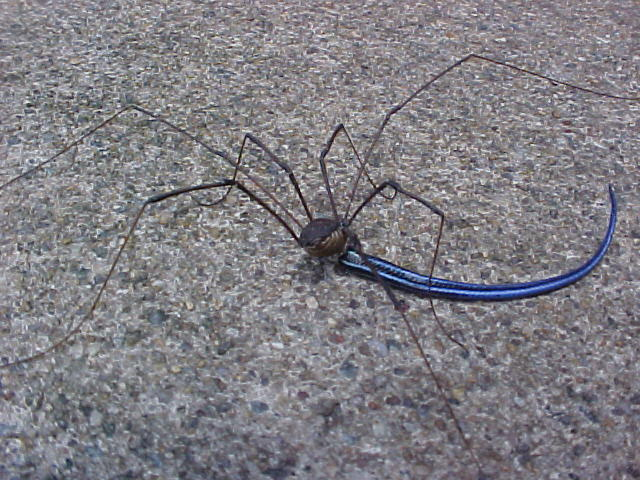
Opilion comiendo una cola de eslizón

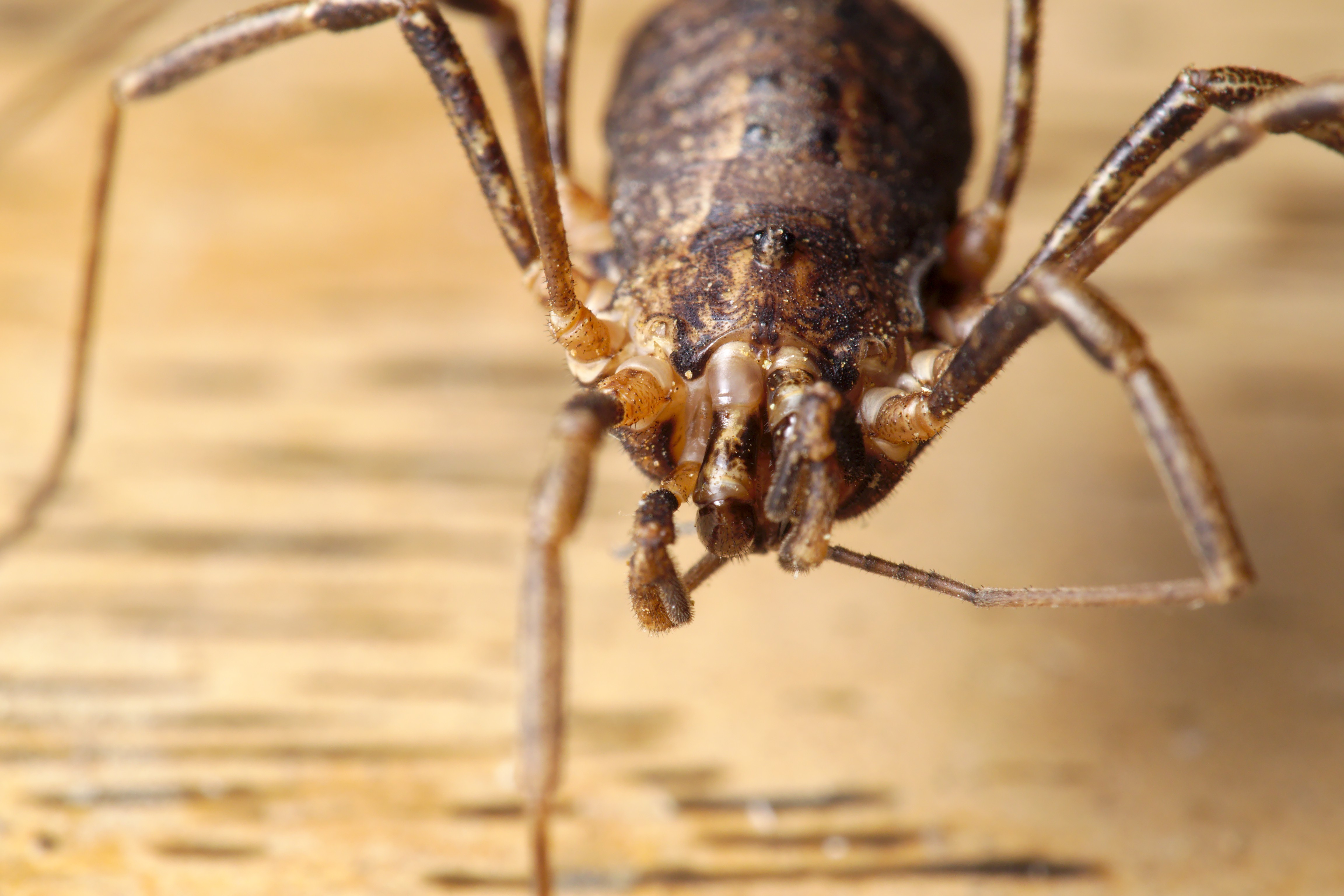
Protolophus sp. limpiándose las patas

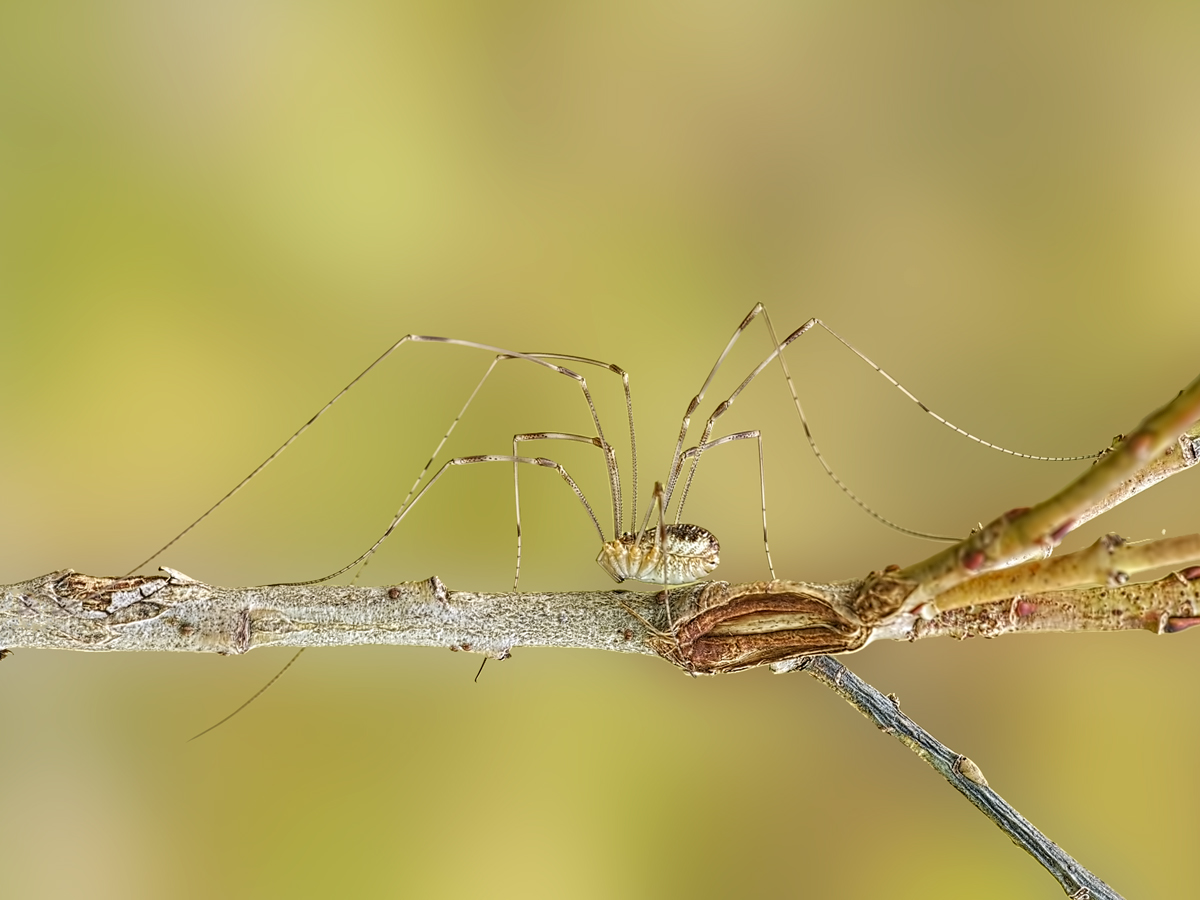
Un macho de Phalangium opilio, mostrando las largas patas y los tarsómeross (los numerosos segmentos pequeños que forman el extremo de cada pata)

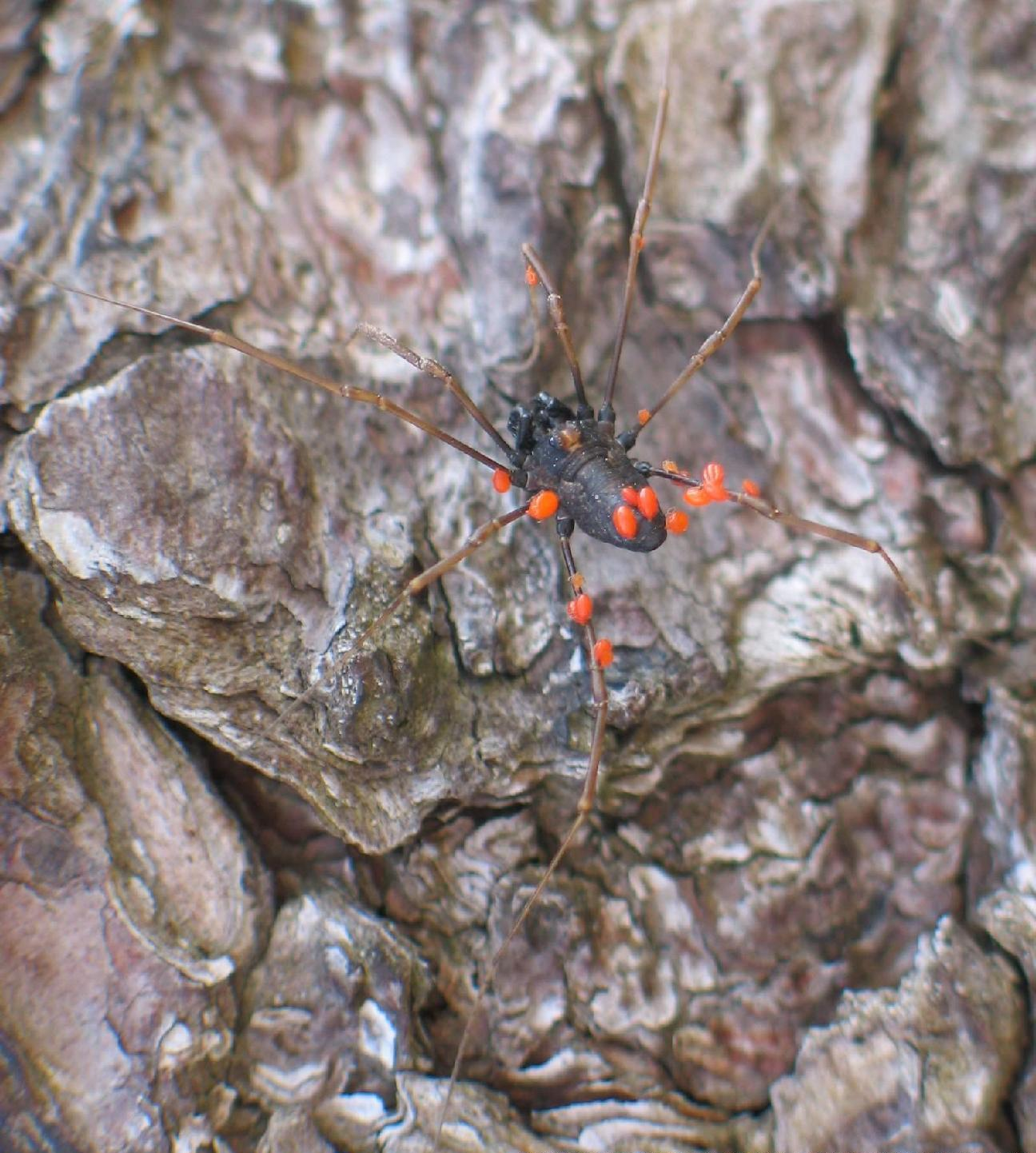
Ácaros parasitando un Opilion

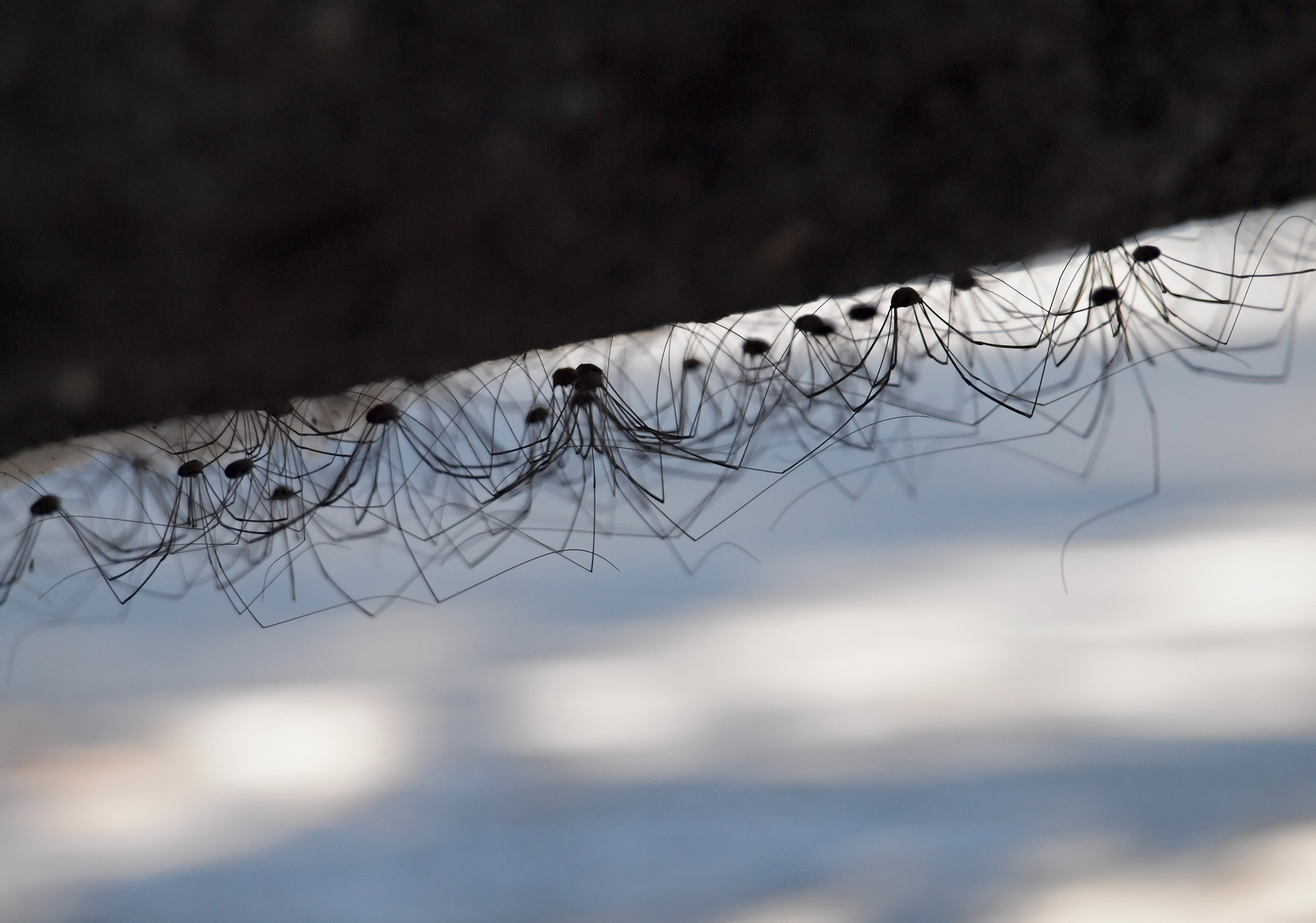
Comportamiento gregario en Opiliones

Muchas especies son omnívoras, comiendo principalmente pequeños insectos y todo tipo de material vegetal y hongos. Algunas son carroñeras, alimentándose de organismos muertos, excrementos de aves y otros materiales fecales. Una variedad tan amplia es inusual en los arácnidos, que suelen ser depredadores puros. La mayoría de los recolectores de caza emboscan a sus presas, aunque también se encuentra la caza activa. Como sus ojos no pueden formar imágenes, utilizan su segundo par de patas como antenas para explorar su entorno. A diferencia de la mayoría de los demás arácnidos, los recolectores no tienen un estómago succionador ni un mecanismo filtrador. En su lugar, ingieren pequeñas partículas de su alimento, lo que les hace vulnerables a parásitos internos como gregarinas.
Aunque se dan especies partenogenéticas, la mayoría de los recolectores se reproducen sexualmente. A excepción de las pequeñas especies fosoriales del suborden Cyphophthalmi, en las que los machos depositan un espermatóforo, el apareamiento consiste en la cópula directa. Las hembras almacenan el esperma, que es aflagelado e inmóvil, en la punta de su ovipositor. Los huevos son fecundados durante la oviposición. Los machos de algunas especies ofrecen una secreción (regalo nupcial) de sus quelíceros a la hembra antes de la cópula. A veces, el macho vigila a la hembra después de la cópula y, en muchas especies, los machos defienden territorios. En algunas especies, los machos también muestran un comportamiento post-copulatorio en el que el macho busca específicamente y sacude la pata sensorial de la hembra. Se cree que esto atrae a la hembra para que se aparee por segunda vez.
La hembra pone los huevos desde poco después del apareamiento hasta varios meses después. Algunas especies construyen nidos con este fin. Una característica única de los recolectores es que algunas especies practican el cuidado parental, en el que el macho es el único responsable de custodiar los huevos resultantes de múltiples parejas, a menudo contra hembras devoradoras de huevos, y de limpiar los huevos regularmente. El cuidado paterno ha evolucionado al menos tres veces de forma independiente: una en el clado Progonyleptoidellinae + Caelopyginae, otra en el Gonyleptinae, y otra en el Heteropachylinae.  El cuidado maternal en opiliones probablemente evolucionó debido a la selección natural, mientras que el cuidado paternal parece ser el resultado de la selección sexual.  Dependiendo de circunstancias como la temperatura, los huevos pueden eclosionar en cualquier momento después de los primeros 20 días, hasta aproximadamente medio año después de su puesta. Las cosechadoras pasan por entre cuatro y ocho estadios ninfales hasta alcanzar la madurez, y la mayoría de las especies conocidas tienen seis estadios.
La mayoría de las especies son nocturnas y coloreadas en tonos marrones, aunque se conocen varias especies diurnas, algunas de las cuales presentan vivos dibujos en amarillo, verde y negro con variados moteados y reticulaciones rojizas y negruzcas.
Muchas especies de cosechadores toleran fácilmente a los miembros de su propia especie, con agregaciones de muchos individuos que se encuentran a menudo en lugares protegidos cerca del agua. Estas agregaciones pueden alcanzar los 200 individuos en los Laniatores, y más de 70.000 en ciertos Eupnoi. El comportamiento gregario es probablemente una estrategia contra las probabilidades climáticas, pero también contra los depredadores, combinando el efecto de las secreciones de olor y reduciendo la probabilidad de que un individuo en particular sea devorado.
Los recolectores se limpian las patas después de comer pasando cada una de ellas por las mandíbulas.

## Evolución y diversidad
Han sido descritas unos 1500 géneros y más de 6000 especies de todas las latitudes, aunque faltan en las polares y son más abundantes en las tropicales. Los fósiles de mayor antigüedad se encontraron en la formación del Rhynie Chert escocés, de principios del Devónico (hace unos 410 millones de años), y aunque se cuentan entre los más antiguos artrópodos, se parecen ya mucho a los actuales. Como en otros órdenes de arácnidos, los hallazgos confirman la antigüedad de su diferenciación. La posición de los opiliones con respecto a otros arácnidos todavía es incierta, generalmente los estudios moleculares los tienden a agrupar en un clado junto con Solifugae, Ricinulei, Palpigradi así como también con los ácaros.

## Sistemática
Los opiliones se dividen en 4 subórdenes, y 47 familias, de las que no están bien estudiadas las diferencias entre ellas y probablemente haya aún familias no descritas.
- Suborden Cyphophthalmi Simon 1879 (unas 200 especies), considerados el suborden más primitivo, con distribución mundial.

- Boreophthalmi Giribet, 2012

- Sironidae Simon 1879
- Stylocellidae Hansen & Sørensen, 1904

- Scopulophthalmi Giribet, 2012

- Pettalidae Shear, 1980

- Sternophthalmi Giribet, 2012

- Troglosironidae Shear 1993

- Ogoveoidea Shear 1980

- Neogoveidae Shear 1980
- Ogoveidae Shear 1980

- Suborden Eupnoi Hansen & Sørensen 1904 (unas 1800 especies), también de distribución amplia, son los mejor conocidos.

- Caddoidea Banks 1892

- Caddidae Banks 1892

- Phalangioidea Latreille 1802

- Monoscutidae Forster 1948
- Neopilionidae Lawrence 1931
- Sclerosomatidae Simon 1879
- Phalangiidae Latreille 1802

- Suborden Dyspnoi Hansen & Sørensen 1904 (unas 320 especies), con algunas especies de gran tamaño, habitan en el hemisferio norte.

- Acropsopilionoidea Roewer, 1923

- Acropsopilionidae Roewer, 1923

- Ischyropsalidoidea Simon 1879

- Ischyropsalididae Simon 1879
- Sabaconidae Dresco 1970
- Taracidae Schönhofer, 2013

- Troguloidea Sundevall, 1833

- Dicranolasmatidae Simon 1879
- Nemastomatidae Simon 1872
- Nipponopsalididae Martens 1976
- Trogulidae Sundevall 1833
- † Eotrogulidae  (fósil: Carbonífero)
- † Nemastomoididae Petrunkevitch 1955 (fósil: Carbonífero)

- Suborden Laniatores Thorell, 1876 (unas 4000 species), se encuentran en regiones tropicales y en hemisferio sur.

- Insidiatores Loman, 1900

- Travunioidea Absolon & Kratochvil 1932

- Cladonychiidae Hadzi, 1935
- Pentanychidae Briggs 1971
- Travuniidae Absolon & Kratochvil 1932

- Triaenonychoidea Sørensen, 1886

- Triaenonychidae Sørensen, 1886
- Synthetonychiidae Forster 1954

- Grassatores Kury, 2002

- Samooidea Sørensen, 1886

- Biantidae Thorell, 1889
- Escadabiidae Kury & Pérez, 2003
- Kimulidae Pérez González, Kury & Alonso-Zarazaga, 2007 (= Minuidae Sørensen, 1932)
- Podoctidae Roewer, 1912
- Samoidae Sørensen, 1886
- Stygnommatidae Roewer, 1923

- Epedanoidea Sørensen, 1886

- Epedanidae Sørensen, 1886

- Gonyleptoidea Sundevall, 1833

- Agoristenidae Šilhavý, 1973
- Assamiidae Sørensen, 1884
- Cosmetidae Koch, 1839
- Cranaidae Roewer, 1913
- Gonyleptidae Sundevall, 1833
- Manaosbiidae Roewer, 1943
- Stygnidae Simon, 1879
- Stygnopsidae Sørensen, 1932

- Phalangodoidea Simon, 1879

- Oncopodidae Thorell, 1876 — posiblemente extinguido
- Phalangodidae Simon, 1879

- Zalmoxoidea Sørensen, 1886

- Fissiphalliidae Martens, 1988
- Guasiniidae González-Sponga, 1997
- Icaleptidae Kury & Pérez, 2002
- Zalmoxidae Sørensen, 1886

La familia Stygophalangiidae (1 especie, Stygophalangium karamani, en aguas subterráneas en Macedonia del Norte) a veces es clasificada en Phalangioidea, pero no es un opilión.